# Margriet (księżniczka holenderska)
Margriet, księżniczka Niderlandów, właśc.: Margriet Francisca Oranje-Nassau (ur. 19 stycznia 1943 w Ottawie) – księżniczka Niderlandów, księżna Oranje-Nassau i Lippe-Biesterfeld. Imię otrzymała po kwiatach jastrunu (nid. Margriet), noszonych w czasie II wojny światowej jako symbol oporu wobec okupanta.

## Zarys biografii
Urodziła się jako trzecia córka księżniczki Juliany, następczyni tronu Holandii, i jej męża księcia Bernharda. Matka Margriet przebywała wówczas wraz z córkami na wygnaniu w Kanadzie, dokąd udała się miesiąc po agresji hitlerowskich Niemiec na Holandię w czerwcu 1940. Do kraju powróciła w kwietniu 1945. Jej starszą siostrą jest Beatrycze, władczyni Holandii w latach 1980–2013. Margriet jest ósma w kolejce do tronu Holandii zaraz po bratanicy króla Wilhelma Aleksandra hrabinie Leonore.
10 stycznia 1967 w Hadze poślubiła Pietera van Vollenhovena. Para ma czterech synów:
- księcia Mauritsa (ur. 17 kwietnia 1968)
- księcia Bernharda (ur. 25 grudnia 1969)
- księcia Pietera-Christiaana  (ur. 22 marca 1972)
- księcia Florisa (ur. 10 kwietnia 1975)